# Mazama chunyi
El chuñi o corzuela enana (Mazama chunyi) es una especie de mamífero artiodáctilo perteneciente a la familia Cervidae. Habita al sur de Perú en los departamentos de Junín, Cuzco y Puno, y al norte de Bolivia en La Paz y Cochabamba. Nuevas publicaciones reportan su presencia en la cordillera de Vilcabamba y Machu Picchu en Perú. Adicionalmente en Perú se han hallado once nuevos asentamientos fuera de las áreas protegidas y en Bolivia dentro de áreas protegidas en los Andes entre La Paz y Cochabamba.

## Descripción
Su pelaje es marrón rojizo con la parte anterior y el cuello de color gris obscuro. La parte inferior es marrón claro y el hocico corto y angosto. Mide entre 70 y 72 cm de longitud total y 38 cm de altura. Pesa aproximadamente 11 kilogramos. La cola es corta, de apenas 2,4 cm de largo.
La descripción de M. chunyi como especie diferente por su morfología se ha confirmado por el análisis filogenético, que además ha establecido que forma parte del clado sudamericano al que pertenece también M. gouazoubira, de la cual es especie hermana y, por lo mismo, está claramente por fuera del clado de "venados rojos" al que pertenece M. americana.

## Hábitat
Vive en los Andes, en el bosque nuboso, el bosque enano, la seja de selva entre y las yungas, entre los 1.000 y 4.000 m s. n. m.. De actividad diurna y nocturna, es un frugívoro del bosque bajo. Se ha identificado que consume plantas del género Oxalis.
La UICN considera a la especie como vulnerable. Investigaciones realizadas en Bolivia han aumentado la zona de distribución de la especie; sin embargo, por lo menos el 40% de su hábitat está degradado o fragmentado. Esto ha conducido a considerar la especie como vulnerable.